# Socoroma
Socoroma (del aimara: chukuruma ‘agua que corre’) es una localidad ubicada a 3060 metros de altura, a 30 km de Putre y a 125 km de Arica. Socoroma pertenece a la comuna de Putre, Provincia de Parinacota que forma parte de la Región de Arica y Parinacota, en el norte grande de Chile.
Es una localidad de origen precolombino que fue ocupado por españoles al servicio de la senda Arica-Potosí. Tiene una capilla que data de 1560. Su traza colonial se conserva casi intacta, con sus calles, algunas empedradas con canalón de agua al centro. Destaca la calle más ancha, donde llegaba un camino tropero de Putre y que servía para las cabalgaduras de arrieros.

## Iglesia de San Francisco
Fue construida sobre una plataforma artificial en 1560, desde donde se tiene una impresionante vista hacia los cultivos en terrazas que bajan hasta el fondo de la quebrada del río Socoroma. La iglesia en adobe y portal en piedra tallada fue restaurada en 1883. Su dimensión (32 m al interior), y estilo, semejante a la de Putre, revelan la presencia hispana en este entonces. Destaca la puerta lateral con marco y un arco superior en piedra tallada, con signos y nombres de evangelistas. En el interior hay un altar de adobe y piedra y cuatro imágenes con coronas de plata, además de cuadros cuzqueños en muros, más las imágenes y objetos de un antiguo esplendor como la curiosa águila tallada en madera policromada usada como candelabro.

## Demografía
| Coordenadas                                 | Altitud          | Localidad | Categoría | Población (censo 2002) | Población masculina | Población femenina | Viviendas (censo 2002) |
| ------------------------------------------- | ---------------- | --------- | --------- | ---------------------- | ------------------- | ------------------ | ---------------------- |
| 18°15′49″S 69°36′2″O / -18.26361, -69.60056 | 3.060 m s. n. m. | Socoroma  | Caserío   | 76                     | 38                  | 38                 | 57                     |

## Cultura
- Febrero: Carnaval de Socoroma

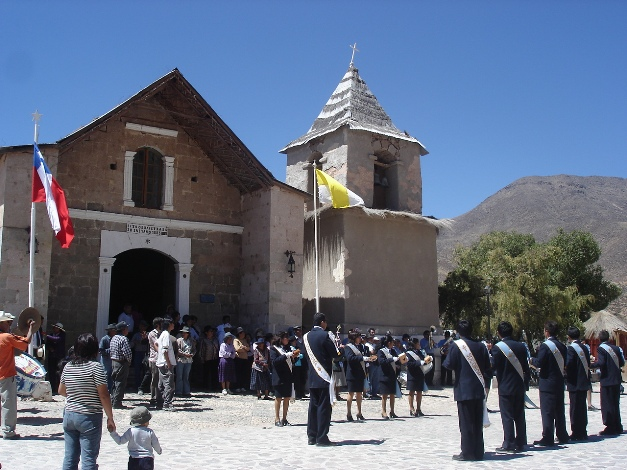
Fachada delantera de la iglesia junto a su campanario. En octubre se celebra al patrono del pueblo, San Francisco de Asís. Foto de octubre de 2006.

- 2 de mayo: Fiesta de la Cruz de Mayo
- 2 de octubre: Fiesta de San Francisco de Asís
- Noviembre (sábado o domingo posterior al 1 de noviembre): Pachallampe, fiesta tradicional celebrada para rendir tributo a la Pachamama, al agua, las semillas, las deidades y a los santos del pueblo. Se realizan actividades ceremoniales y laborales, acompañadas de música tradicional.